# Pogonospermum
Pogonospermum, biljni rod iz porodice primogovki smješten u tribus Justicieae, dio potporodice Acanthoideae. Sastoji se od 34 vrste iz tropske i južne Afrike Opisan je u Flora 27 (Bes. Beil.): 5. 1844., tipična vrsta nije označena 

## Opis
Trajnice, polugrmovi i grmovi

## Vrste
1. Pogonospermum attenuifolium (Vollesen) I.Darbysh. & Kiel
2. Pogonospermum australe (P.G.Mey.) I.Darbysh. & Kiel
3. Pogonospermum calcaratum (Schinz) I.Darbysh. & Kiel
4. Pogonospermum callothamnum (Munday) I.Darbysh. & Kiel
5. Pogonospermum ciliatum (Jacq.) I.Darbysh. & Kiel
6. Pogonospermum cleomoides (S.Moore) I.Darbysh. & Kiel
7. Pogonospermum crassiusculum (P.G.Mey.) I.Darbysh. & Kiel
8. Pogonospermum cubangense (I.Darbysh. & Goyder) I.Darbysh. & Kiel
9. Pogonospermum depauperatum (T.Anderson) I.Darbysh. & Kiel
10. Pogonospermum desertorum (Engl.) I.Darbysh. & Kiel
11. Pogonospermum distichotrichum (Lindau) I.Darbysh. & Kiel
12. Pogonospermum divaricatum (Licht. ex Roem. & Schult.) I.Darbysh. & Kiel
13. Pogonospermum eriniae (I.Darbysh.) I.Darbysh. & Kiel
14. Pogonospermum fanshawei (Vollesen) I.Darbysh. & Kiel
15. Pogonospermum genistifolium (Engl.) I.Darbysh. & Kiel
16. Pogonospermum glaucifolium (S.Moore) I.Darbysh. & Kiel
17. Pogonospermum grandiflorum (Schinz) I.Darbysh. & Kiel
18. Pogonospermum incanum (Nees) I.Darbysh. & Kiel
19. Pogonospermum kasamae (Vollesen) I.Darbysh. & Kiel
20. Pogonospermum laetum (S.Moore) I.Darbysh. & Kiel
21. Pogonospermum leucoderme (Schinz) I.Darbysh. & Kiel
22. Pogonospermum lolioides (S.Moore) I.Darbysh. & Kiel
23. Pogonospermum mollissimum (Nees) I.Darbysh. & Kiel
24. Pogonospermum ndellense (Lindau) I.Darbysh. & Kiel
25. Pogonospermum patulum (Licht. ex Roem. & Schult.) I.Darbysh. & Kiel
26. Pogonospermum rigidum (S.Moore) I.Darbysh. & Kiel
27. Pogonospermum robustum (Bond) I.Darbysh. & Kiel
28. Pogonospermum salsola (S.Moore) I.Darbysh. & Kiel
29. Pogonospermum saxatile (Munday) I.Darbysh. & Kiel
30. Pogonospermum scabridum (S.Moore) I.Darbysh. & Kiel
31. Pogonospermum serotinum (P.G.Mey.) I.Darbysh. & Kiel
32. Pogonospermum subsessile (Oliv.) I.Darbysh. & Kiel
33. Pogonospermum tricostatum (Vollesen) I.Darbysh. & Kiel
34. Pogonospermum virgultorum (S.Moore) I.Darbysh. & Kiel

## Sinonimi
- Schwabea Endl.; Endl. & Fenzl, Nov. Stirp. Dec.: 81 (1839)